# Jacinto Pedro Gomes
Jacinto Pedro Gomes (Lisboa, 29 de abril de 1844 — Lisboa, 5 de janeiro de 1916) foi um engenheiro de minas, formado na Academia de Minas de Freiberg, naturalista na Secção Mineralógica do Museu Nacional anexo à Escola Politécnica de Lisboa, que se distinguiu como um dos pioneiros da Mineralogia e da Paleontologia em Portugal.

## Biografia
Jacinto Pedro Gomes fez parte dos seus estudos secundários em Inglaterra, concluindo-os na Alemanha. Matriculou-se em 1861 na Academia de Minas de Freiberg, em Freiberg, a mais antiga e famosa escola da especialidade na Europa, onde em 1865 obteve o título de engenheiro de minas.
Regressou a Portugal, trabalhando na exploração mineira em Portugal e Espanha. Em 1883 obteve o lugar de naturalista da Secção Mineralógica do Museu Nacional anexo à Escola Politécnica de Lisboa, depois de 1911 da Faculdade de Ciências de Lisboa, substituindo no cargo o naturalista Xavier de Almeida. Manteve aquelas funções até falecer em 1916, cumprindo igualmente as tarefas de preparação prática dos alunos da Escola.
Nas suas funções de mineralogista do Museu da Escola Politécnica, interessou-se pela coleção de Mineralogia à sua guarda, usando a dotação financeira do museu para adquirir muitos minerais, alguns deles raros. Empreendeu uma profunda remodelação do Museu, com a incorporação de novos exemplares vindos de diversos países e a substituição do sistema de classificação do mineralogista francês Armand Dufrénoy (1792-1857) pela sistemática do geólogo alemão Paul Heinrich von Groth (1843 -1927), curador das coleções mineralógicas de Munique e editor da influente revista Zeitschrift für Kristallographie – Crystalline Materials (Revista de Cristalografia – Materiais Cristalinos).
Além da mineralogia, dedicou-se ao aperfeiçoamento da coleção de Paleontologia, disciplina que também lecionou na Escola Politécnica. Organizou a coleção por ordem zoológica, numa sala própria do museu, incorporando diversos exemplares provenientes do estrangeiro e de ofertas, especialmente as provenientes da Comissão Geológica de Portugal.
Um dos seus sucessores no cargo, o lente Alfredo Augusto Machado e Costa (1870-1952), catedrático do grupo de Mineralogia e Geologia, que assumiu a direção do Museu e Laboratório Mineralógico e Geológico em 1931, enalteceu o trabalho realizado, referindo que «a sua ação continuada e persistente durante 33 anos (…) a incontestável competência técnica, aliadas à sua dedicação inexcedível (...), o estudo dos museus congéneres estrangeiros (…) e dos aperfeiçoamentos introduzidos na sua organização, contribuíram para tornar [esta instituição] uma das mais notáveis da Europa».
Notabilizou-se com o trabalho pioneiro realizado no estudo de pegadas de dinossauros, matéria sobre a qual trabalhou desde 1884. Quando nesse ano trabalhava num relatório sobre a mina de carvão do Cabo Mondego, de que era então diretor técnico, conheceu os grandes fósseis expostos na praia próxima da mina, que pareciam fósseis de pegadas tridáctilas semelhantes às que uma ave de grandes dimensões produziria. Numa das suas viagens em serviço do museu, mostrou os desenhos das pegadas a paleontólogos que ao tempo realizavam os primeiros estudos sobre os dinossauros, entre os quais Louis Antoine Dollo (1857-1931), conservador no Museu Real de História Natural de Bruxelas, responsável pela descrição dos exemplares de Iguanodon da jazida de Bernissart (Bélgica). Estes contactos permitiram-lhe concluir que as pegadas do Cabo Mondego teriam sido deixadas por dinossauros. O seu trabalho, publicado postumamente, intitulado Descoberta de rastos de saurios gigantescos no Jurássico do Cabo Mondego, é a primeira contribuição científica sobre pegadas de dinossauro em Portugal e uma
das primeiras a nível mundial.
A sua ação teve o mérito de salvaguardar muitas daquelas pegadas da ação erosiva do mar, ao convencer o lente Francisco António Pereira da Costa, então diretor do museu, a aceitar a oferta feita pela administração da empresa mineira do Cabo Mondego. A empresa promoveu o arranque, o acondicionamento e o transporte daqueles fósseis para o Museu em Lisboa, onde foram incorporados, fazendo atualmente parte do acervo do Museu Nacional de História Natural e da Ciência.